# Rebecca Botwright
Rebecca "Becky" Botwright, née le 22 janvier 1982  à Manchester est une joueuse professionnelle de squash représentant l'Angleterre. Elle atteint, en avril 2006, la 26e place mondiale sur le circuit international, son meilleur classement. Elle est championne d'Europe en 2004.
Becky Botwright est la sœur cadette de Vicky Botwright, qui fut également joueuse professionnelle de squash.

## Palmarès

### Titres
- Championnats d'Europe: 2004